# Tansania-Stummelaffe
Der Tansania-Stummelaffe (Colobus angolensis palliatus), auch Peters Angola-Guereza genannt, ist eine Unterart des Angola-Stummelaffen (Colobus angolensis). Er kommt im östlichen Tansania nördlich des Rufiji und im Kwale County in Kenia vor, wenn man den von einigen Autoren mit C. a. palliatus synonymisierten Colobus angolensis sharpei mit einbezieht, reicht das Verbreitungsgebiet weiter nach Süden und Südwesten vom Mikumi-Nationalpark über die Eastern Arc Mountains bis an das Westufer des Rukwasees und eventuell bis den äußersten Norden von Malawi (Distrikt Karonga) und Sambia.

## Merkmale
Weibchen des Tansania-Stummelaffen sind schlanke, langschwänzige Tiere und erreichen eine Kopf-Rumpf-Länge von 48 bis 66 Zentimetern, wozu noch ein 72 bis 85 Zentimeter langer Schwanz kommt. Das Gewicht variiert zwischen 5 und 8,5 Kilogramm. Männchen werden mit einer Kopf-Rumpf-Länge von 52 bis 74 Zentimetern, einem Schwanz von 56 bis 90 Zentimetern Länge und einem Gewicht von 6 bis 11,5 Kilogramm größer und schwerer. Wie bei allen Schwarz-weißen Stummelaffen mit Ausnahme des Schwarzen Stummelaffen ist das Fell kontrastreich gefärbt. Die Grundfarbe des Fells ist schwarz, rund um das Gesicht und an den Schultern befinden sich lange, weiße Haare. Der Daumen ist rückgebildet. Von den anderen Unterarten des Angola-Stummelaffen unterscheidet sich der Tansania-Stummelaffe (und auch C. a. sharpei) vor allem durch die sehr lange Schulterbehaarung. Die Kopfoberseite und das haarlose Gesicht sind schwarz. Das Gesicht ist umgeben von weißen Haaren, die über den Augen ein breites Brauenband bilden, dass mit dem weißen Backen- und Kinnbart verbunden ist. Auf der Innenseite der Oberschenkel verläuft ein weißes Band. Das letzte Drittel des Schwanzes ist weiß, der vordere Schwanzabschnitt ist schwarz.

## Lebensraum
Tansania-Stummelaffen sind Waldbewohner, die geschlossene Waldgebiete mit mittelgroßen und größeren Bäumen (> 10 m) bewohnen. Buschland, Mangroven und verbuschtes Farmland werden in der Regel gemieden. In der Umgebung der Shimba Hills National Reserve in Kenia kommen sie auch in kleinen Waldfragmenten mit einer Fläche von 1 bis 3 ha vor.

## Lebensweise und Ernährung

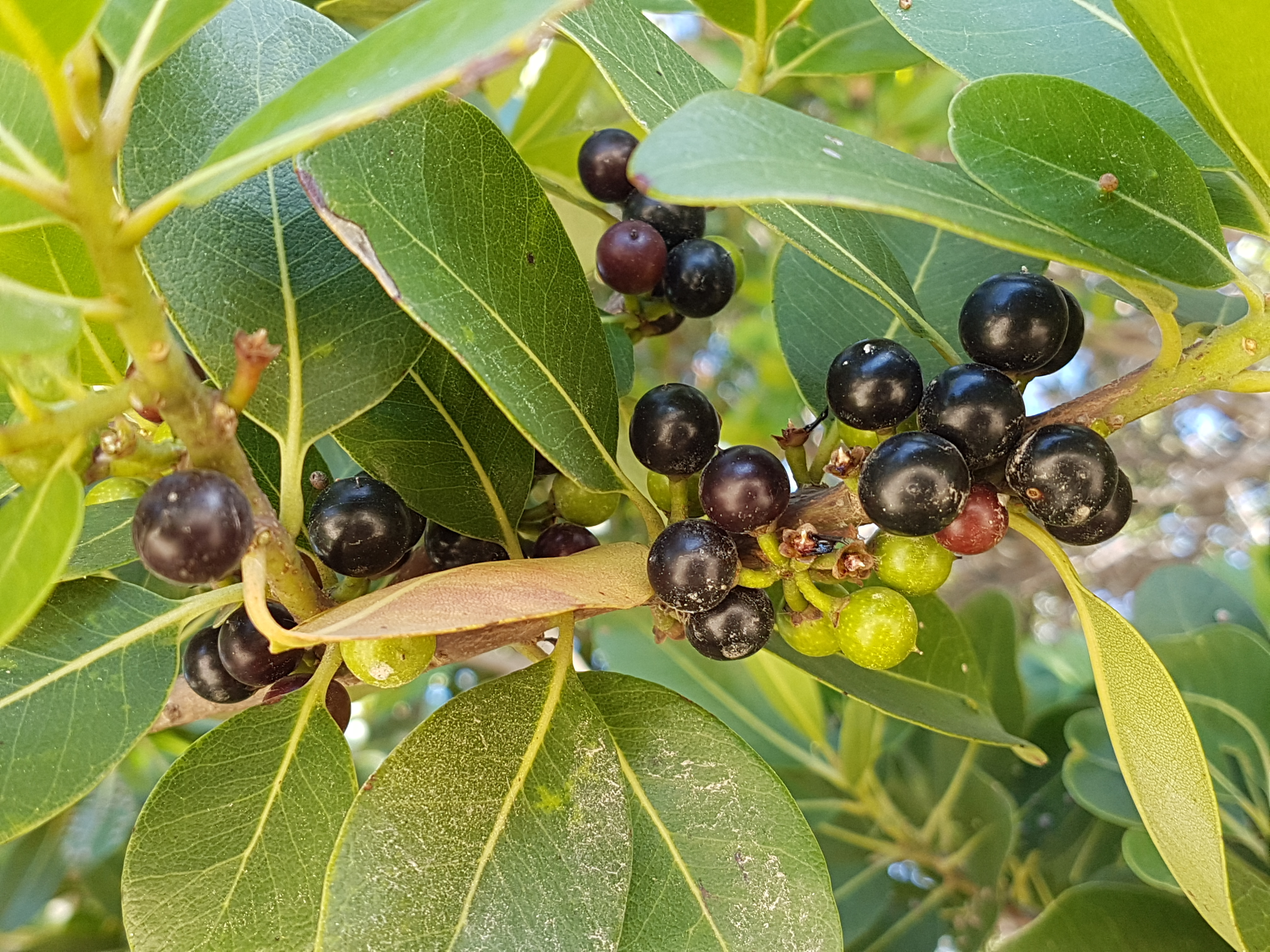
Blätter und Früchte von Sideroxylon inerme

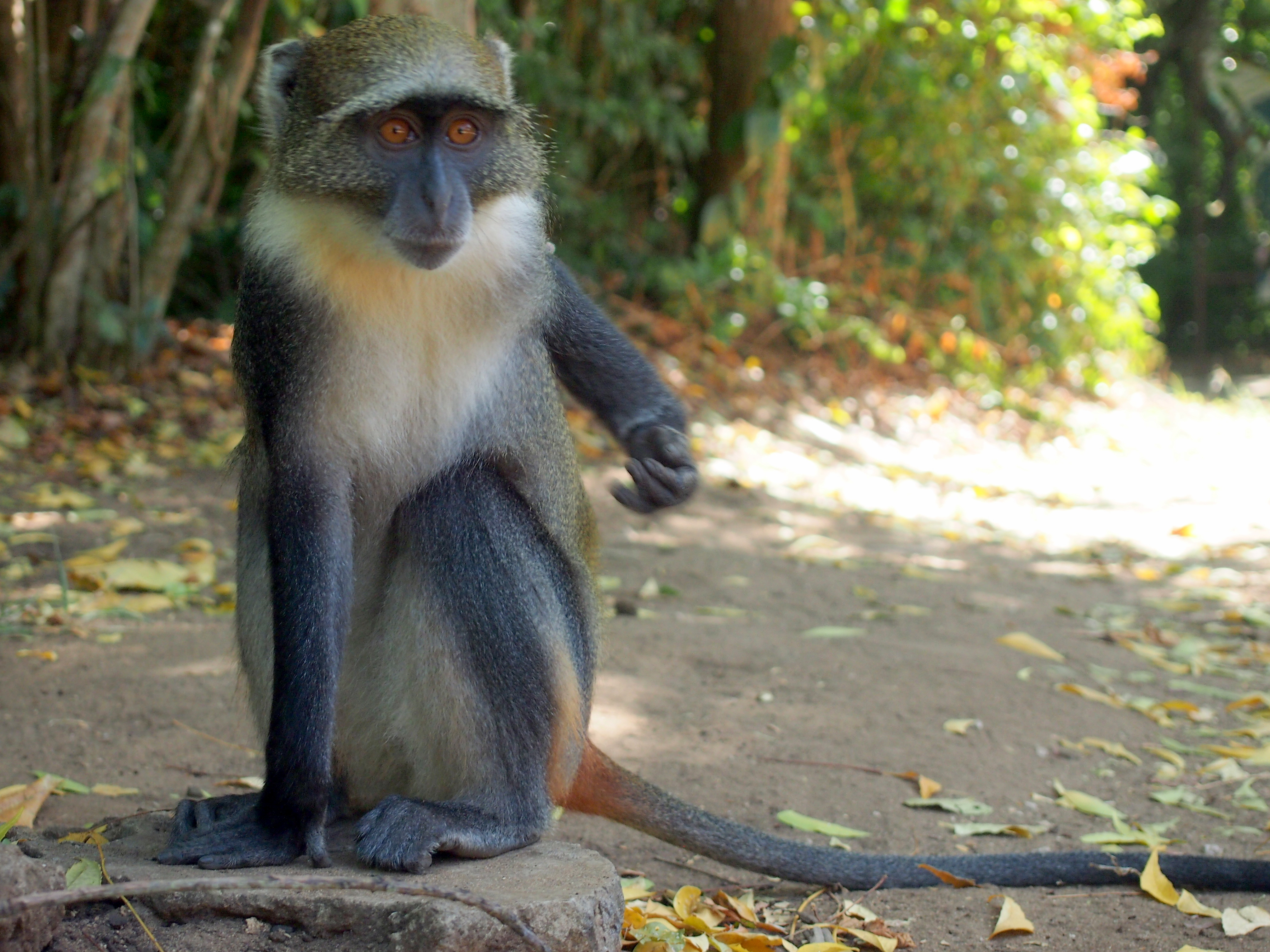
Weißkehlmeerkatze

Der Tansania-Stummelaffe wurde vor allem im Norden seines Verbreitungsgebietes, in Kenia genauer erforscht und das Folgende wurde dort beobachtet: Die Tiere ernähren sich vor allem von Blättern und sind durch einen mehrkammerigen Magen, in dem die Blätter fermentieren, und Molaren mit hohen, scharfen Zahnschmelzleisten besonders an diese Nahrung angepasst. Blätter machten bei einer gut erforschten Gruppe etwa 60 % der Nahrung aus, ca. 20 % waren Früchte, 10 % Samen und 10 % Blüten. Wichtige Nahrungspflanzen sind der Afrikanische Affenbrotbaum, Lannea welwitschii, Cussonia zimmermannii, Combretum schumannii, Dialium-Arten, Trichilia emetica, Milicia excelsa, Millettia usaramensis, Zanthoxylum-Arten, Lecaniodiscus fraxinifolius, Lepisanthes senegalensis, Sideroxylon inerme, Sternbüsche (Grewia) und Feigen (Ficus). Kommen die Affen in Mangroven, werden auch Rhizophora mucronata, Heritiera littoralis und Ceriops tagal verspeist. In stark vom Menschen beeinflussten Habitaten, z. B. bei Diani Beach, werden auch fremdländische Pflanzen, z. B. der aus Madagaskar stammende Flammenbaum und der Niembaum aus Südasien als Nahrungsquellen genutzt. Bei Diani ist der Tansania-Stummelaffe oft mit der Weißkehlmeerkatze vergesellschaftet und beide Arten nutzen auch gemeinsame Schlafbäume. Tansania-Stummelaffen regieren auf die Alarmrufe der Weißkehlmeerkatze und beide Arten arbeiten zusammen, um Steppenpaviane oder Beutegreifer aus ihrem Territorium zu verdrängen. Auch der Silberwangenhornvogel wird von Futter- und Schlafbäumen der Affen verscheucht. Junge Tansania-Stummelaffen spielen hin und wieder mit jungen Grünmeerkatzen. Auf den Boden kommen die Affen nur selten und nur um von einer Waldinsel zu anderen zu gelangen oder um Erde zu fressen.

## Fortpflanzungsverhalten
Diese Tiere haben keine bestimmte Fortpflanzungssaison, es kann das ganze Jahr über zur Paarung kommen. Weibliche Tansania-Stummelaffen zeigen keine Regelschwellung, ihre Sitzschwielen werden jedoch bei beginnender Paarungsbereitschaft etwas röter. Die Länge der Tragzeit ist nicht bekannt. Weibchen bekommen ein einzelnes Jungtier; bei Diani wurde aber eine Zwillingsgeburt beobachtet. Eins der Zwillinge starb jedoch nach einigen Wochen. Die Weibchen verlassen ihre Gruppe, um ihr Junges zu gebären, oft begleitet von einem anderen adulten Weibchen oder einem halbwüchsigen oder jungen Weibchen. Nach Rückkehr in die Gruppe ist es aber normal, dass andere Gruppenmitglieder, auch ausgewachsene Männchen, Umgang mit dem Jungtier haben. Das Interesse anderer adulter Gruppenmitglieder nimmt aber ab, wenn das nach der Geburt zunächst weiße Jungtier (das Gesicht ist rosa) erst grau wird und nach ca. drei Monaten seine schwarz-weiße Erwachsenenfärbung bekommt. Subadulte Weibchen bemühen sich aber weiter das Jungtier zu tragen. Die Jungtiere werden in der Regel über einen Zeitraum von einem Jahr gesäugt, es gibt jedoch auch Fälle, in denen das Jungtier 1,5 oder sogar 2 Jahre gesäugt wurde. Weibchen sind mit einem Alter von 5 bis 6 Jahren ausgewachsen, Männchen im Alter von 7 Jahren. Die Geschlechtsreife erreichen die Affen jedoch, bevor sie ihre volle Größe erreicht haben. Beim Einfall gruppenfremder ausgewachsene Männchen kann es zur Tötung einzelner oder aller Jungtiere einer Gruppe kommen.

## Systematik
Der Tansania-Stummelaffe wurde 1868 durch den deutschen Naturforscher Wilhelm Peters erstmals wissenschaftlich beschrieben. 1902 beschrieb der britische Zoologe Oldfield Thomas eine weitere Unterart des Angola-Stummelaffen und gab ihm die Bezeichnung Colobus angolensis sharpei. Der britisch-australische Primatologe Groves synonymisierte Colobus angolensis sharpei 2001 mit Colobus angolensis palliatus, was der britische Zoologe Jonathan Kingdon im Primatenband seiner Mammals of Africa, eines Standardwerks über die afrikanischen Säugetiere, so übernommen hat. McDonald und Hamilton konnten jedoch genetische Unterschiede zwischen Colobus angolensis sharpei und der kenianischen Population von Colobus angolensis palliatus feststellen und sowohl im Primatenband des Handbook of the Mammals of the World als auch bei der IUCN wird Colobus angolensis sharpei als valide Unterart gelistet.

## Gefährdung
Der Tansania-Stummelaffe wird von der IUCN als gefährdet angesehen. Er ist in seinem gesamten Verbreitungsgebiet durch Habitatverlust und der Fragmentierung seiner Lebensräume bedroht. Dies wird vor allem durch das Sammeln von Brennholz sowie durch die Umwandlung von Wald in Acker- und Weideland verursacht. Eine weitere Bedrohung ist die zunehmende Ausdehnung menschlicher Siedlungen in seinem Verbreitungsgebiet, vor allem in Kenia. Schutzgebiete, in denen der Tansania-Stummelaffe vorkommt, sind u. a. das Shimba Hills National Reserve in Kenia sowie die Nationalparks Mikumi und Saadani und das Wildreservat Selous in Tansania.